# Jan Långben – bäste man på plan
Jan Långben – bäste man på plan (engelska: Double Dribble) är en amerikansk animerad kortfilm med Långben från 1946.

## Handling
Långben går på basketmatch och är ensam supporter till bortalaget PU. Samtliga basketspelare liknar Långben och ser till att matchen blir vild men bra.

## Om filmen
Filmen hade svensk premiär den 29 september 1947 på biografen Spegeln i Stockholm.
Filmen har haft flera svenska titlar genom åren. Vid biopremiären 1947 gick den under titeln Jan Långben – bäste man på plan. Alternativa titlar till filmen är Jan Långben spelar basketball och Långben som basketbollspelare.
Filmen har getts ut på VHS och finns dubbad till svenska.

## Rollista
- Pinto Colvig – Långben[7]